# Toyota Corolla Cross
La Toyota Corolla Cross è una autovettura di tipo crossover SUV prodotta dalla casa automobilistica giapponese Toyota a partire dal 2020.

## Profilo e contesto

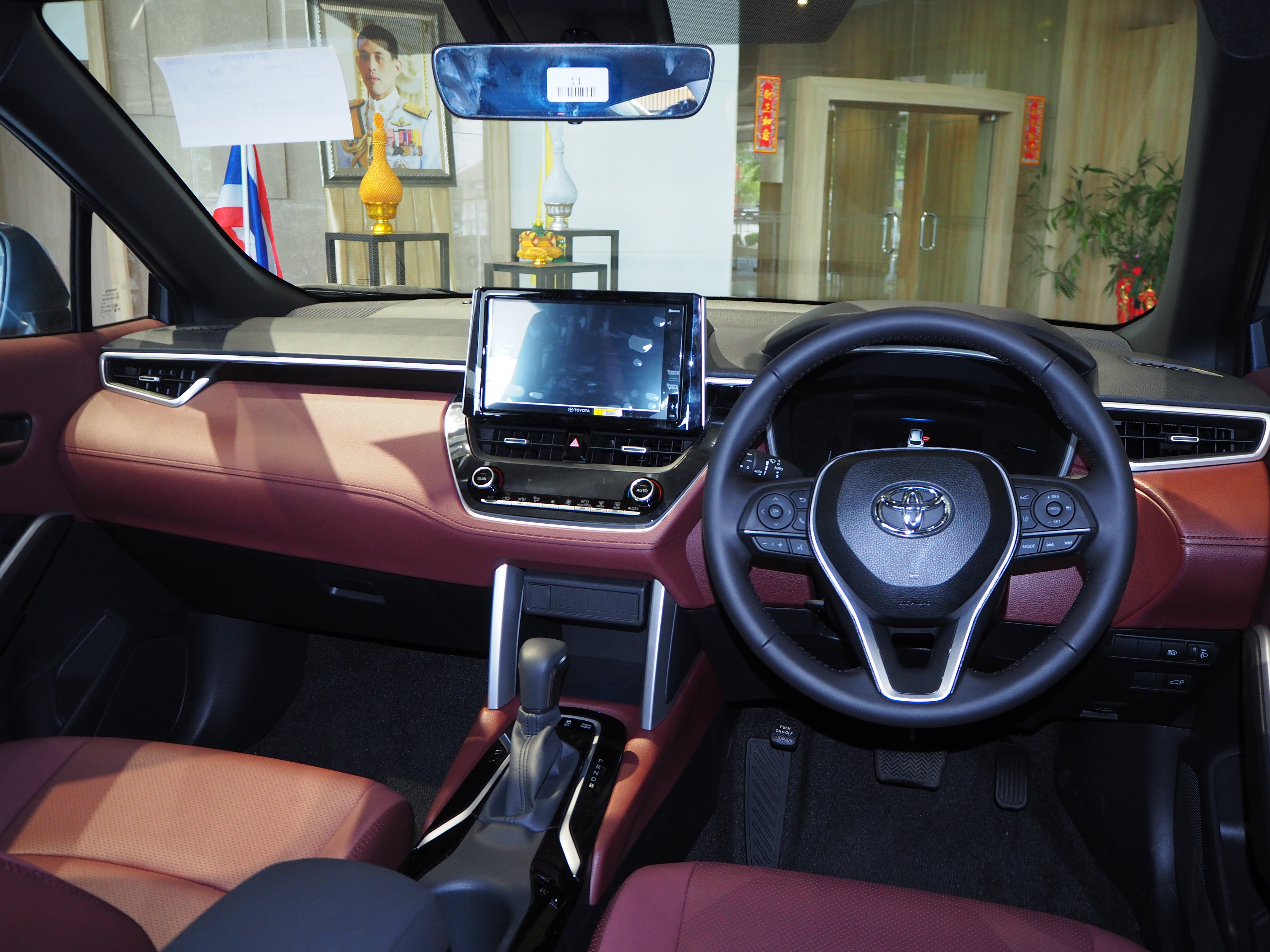
Interni

Chiamata anche Toyota Cross in alcuni mercati come quello del Brunei, è un crossover SUV compatto prodotto principalmente per il mercato del sud-est asiatico. È stata presentata in Thailandia il 9 luglio 2020 come alternativa più pratica e più spaziosa della sorella C-HR. Costruito sulla stessa piattaforma GA-C della Corolla E210, la Cross si posiziona tra la C-HR e la RAV4 all'interno della gamma di Toyota.
La vettura è disponibile con due diverse motorizzazioni: una a benzina dotata del motore a quattro cilindri in linea 1.8 da 140 CV e un'altra ibrida con lo stesso 1.8 a ciclo Atkinson da 98 CV coadiuvato da un motore elettrico da 72 CV che insieme sviluppano 122 CV. Entrambe le motorizzazioni sono disponibili solo a trazione anteriore e abbinate a una trasmissione a variazione continua.